# Natalia Szroeder

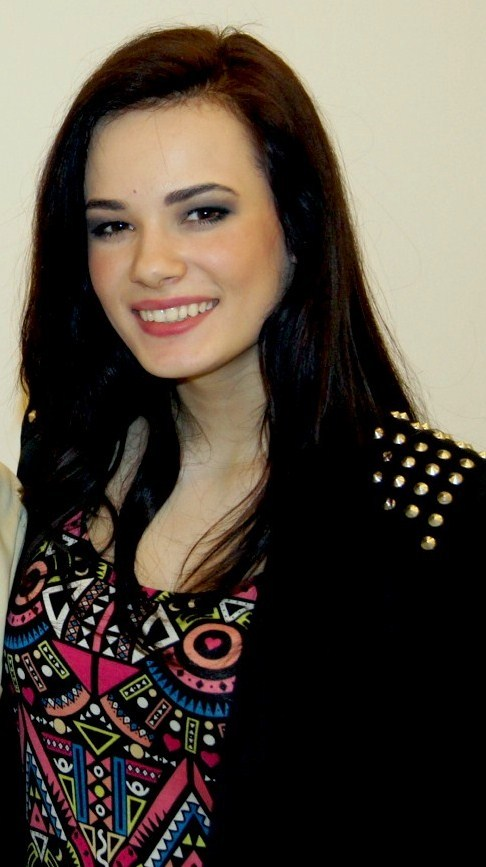
Szroeder (2013)

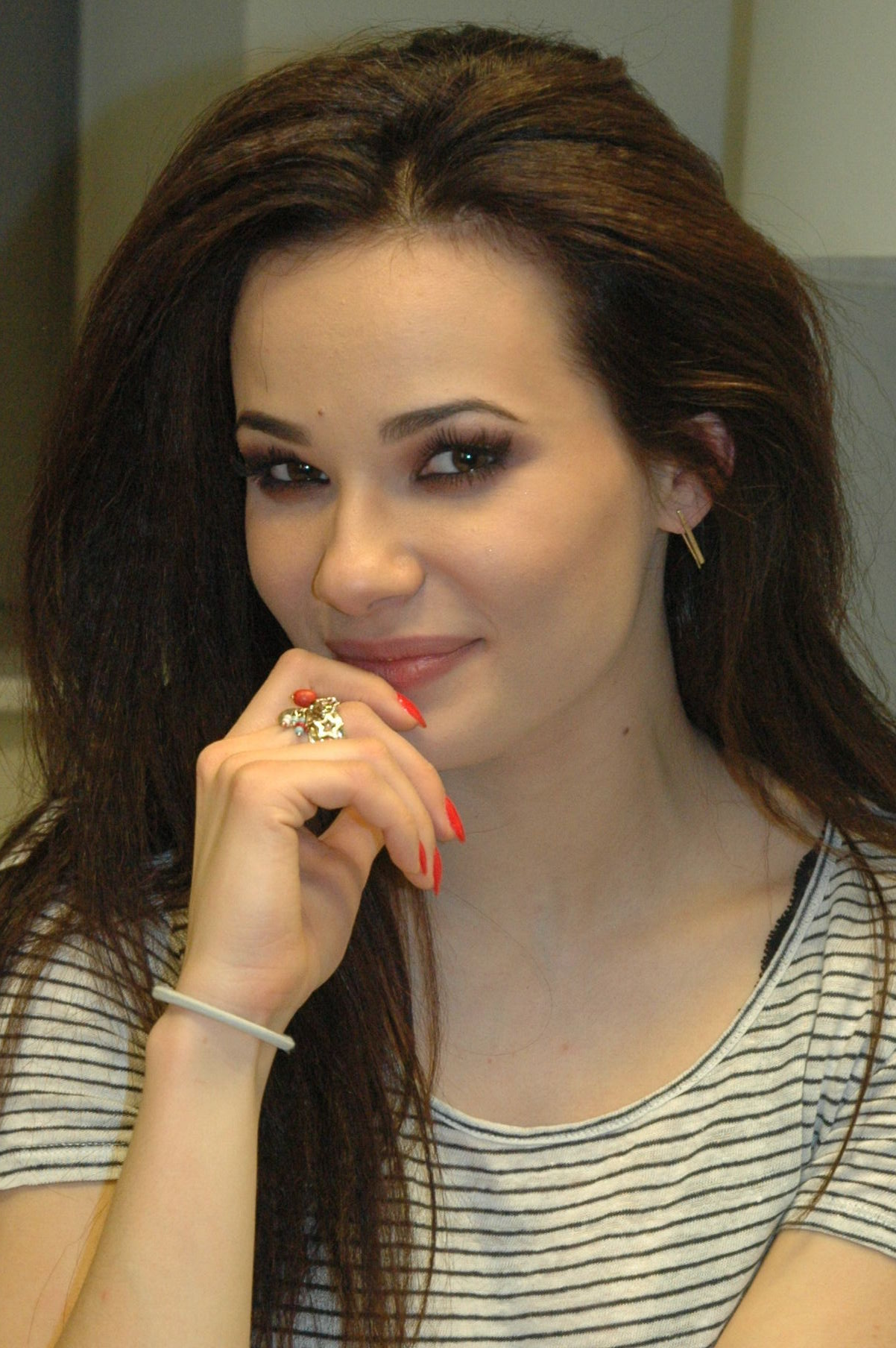
Szroeder (2016)

Natalia Weronika Szroeder (ur. 20 kwietnia 1995 w Bytowie) – polska piosenkarka, autorka tekstów i kompozytorka.
W 2012 nawiązała współpracę muzyczną z Liberem. Wydała trzy solowe albumy studyjne: Natinterpretacje (2016), Pogłos (2021) oraz REM (2024). Była uczestniczką lub prowadzącą kilku telewizyjnych programów rozrywkowych i zagrała główną rolę kobiecą w filmie Jak zostałem gangsterem. Historia prawdziwa.
W 2023 oraz 2025 roku była nominowana do Fryderyka w kategorii Artystka roku.

## Życiorys
Urodziła się w Bytowie, a dorastała w kaszubskiej wsi Parchowo. Wychowała się w rodzinie o tradycjach muzycznych. Jest córką Joanny i Jaromira Szroederów. Jej matka uczy kaszubskiego i występuje w zespole ludowym Modraki, którego założycielem był jej dziadek, Waldemar Kapiszka. Jej ojciec założył teatr Dialogus, w którym Natalia występowała, gdy miała 10 lat. Troje jej rodzeństwa (siostra Marcelina oraz bracia Stanisław i Melchior) tworzy zespół Rusland Trio.
W dzieciństwie wystąpiła w programie Od przedszkola do Opola w TVP1. W 2006 wystąpiła w programie TVP3 Gdańsk Kaszëbë. W 2010 była finalistką i laureatką nagrody specjalnej dyrektor Radia Kaszëbë w muzycznym konkursie „Kaszubski Idol”. W 2011 została laureatką jednego z odcinków programu Szansa na sukces, w którym zaśpiewała utwór Maryli Rodowicz „Cicha woda”.
W 2012 wydała swój debiutancki teledysk do piosenki „Potrzebny je drech”, którą nagrała w języku kaszubskim, niedługo później wydała również debiutancki singiel „Jane”, do którego muzykę i słowa napisał Marek Kościkiewicz. Również w 2012 wydała dwie piosenki we współpracy z Liberem: „Wszystkiego na raz” (singiel dotarł do drugiego miejsca na liście AirPlay – Top i przez kilka tygodni z rzędu utrzymywał się wśród najczęściej granych utworów w kraju) i „Nie patrzę w dół”. Obie piosenki znalazły się na albumie studyjnym rapera pt. Duety. Szroeder wzięła również udział w jubileuszowym koncercie Ireny Santor. W sierpniu wystąpiła z Liberem podczas gali Eska Music Awards 2013, na której uzyskała nominację do nagrody w kategorii „najlepszy debiut”. Uczestniczyła także na Festiwalu Piosenki Rosyjskiej w Zielonej Górze, gdzie wykonała piosenkę „Kukuszka” z repertuaru Zemfiry. 2 grudnia 2013 wydała drugi solowy singiel – „Tęczowy”. W 2014 opublikowała dwa single: „Nie pytaj jak” i „Teraz ty” (w duecie z Liberem), a także wystąpiła na Young Stars Festival 2014 w Poznaniu i Carpathia Festival 2014 w Rzeszowie, zaśpiewała piosenkę „Za młodzi, za starzy” podczas koncertu z okazji 25-lecia działalności artystycznej Jacka Cygana i Ryszarda Rynkowskiego w ramach 51. Krajowym Festiwalu Piosenki Polskiej w Opolu oraz za wykonanie wraz z Liberem utworu „Nie patrzę w dół” zdobyła nagrodę za najlepszy występ na koncercie Lato ZET i Dwójki w Toruniu. W 2015 zasiadła w polskim składzie jurorskim 60. Konkursu Piosenki Eurowizji oraz uczestniczyła w czwartej edycji programu rozrywkowego Polsatu Twoja twarz brzmi znajomo. W marcu 2016 z utworem „Lustra” zajęła piąte miejsce w finale polskich eliminacji do 61. Konkursu Piosenki Eurowizji. 28 października 2016 wydała album pt. Natinterpretacje, z którym zadebiutowała na 15. miejscu polskiej listy przebojów OLiS i który zapowiedziała singlem „Domek z kart”. W 2017 w parze z Janem Klimentem zwyciężyła w finale siódmej edycji programu rozrywkowego Dancing with the Stars. Taniec z gwiazdami i zasiadła w jury krajowych eliminacji do 15. Konkursu Piosenki Eurowizji dla Dzieci.
W styczniu 2018 zapowiedziała rozpoczęcie pracy nad drugim albumem, który zwiastowała singlami: „Parasole” (uzyskał certyfikat platynowej płyty), „Nie oglądam się” i „Nie mów nic”, jednak płyta nigdy nie została wydana.
Jako aktorka zadebiutowała rolą Magdy, żony głównego bohatera w filmie Jak zostałem gangsterem. Historia prawdziwa (2020). W kwietniu tego samego roku miał premierę album rapera Quebonafide pt. Romantic Psycho, na którym zaśpiewała gościnnie w piosenkach: „Jesień” i „Tęskniezastarymkanye”. Trzy miesiące później wydała singiel „Pestki”, za którego sprzedaż otrzymała w marcu 2021 certyfikat złotej płyty. Również w 2020 poprowadziła telewizyjny program typu talent show Polsatu The Four. Bitwa o sławę.
W lutym 2021 nawiązała współpracę z wytwórnią płytową Kayax, pod której szyldem zadebiutowała teledyskiem do singla „Powinnam?”. W kolejnych miesiącach wydała jeszcze trzy single: „Połóż się tu” i „Przypływy" (w duecie z Ralphem Kaminskim) i „Para", a 5 listopada wydała album pt. Pogłos, który promowała jeszcze singlami: „1-2 X" i „Początki”. W tym czasie została wyróżniona w ramach akcji EQual prowadzonej przez Spotify; w ramach akcji jej zdjęcie zostało wyświetlone na Times Square w Nowym Jorku. 3 czerwca 2022 wydała singiel z klipem „Osiedle”, a krótko po nim wraz z Igo opublikowała własną interpretację utworu „Przetańczyć z tobą chcę całą noc” z repertuaru Anny Jantar. Na początku sierpnia wraz z Darią Zawiałow wydała wspólny singiel „Czyj sen dziś śnisz?”. Na początku września ogłosiła trasę koncertową promującą album Pogłos, a 28 października wydała reedycję albumu w postaci EP-ki Pogłos Suplement, której towarzyszyła premiera singla „Zima”.
W kwietniu 2024 wydała singel „Północ”, którym zapowiedziała swój trzeci album studyjny. W maju tego samego roku wydała teledysk do singla „Sama na planecie”, a w kolejnych miesiącach wydała single: „Upał”, „Zwierzęta nocy” (z gościnnym udziałem Meli Koteluk), „Ty się nie bój” i „Ściany”. 18 października 2024 wydała album pt. REM. W tym samym roku została jurorką w 12. edycji programu rozrywkowego Must Be the Music, który był emitowany wiosną 2025 w telewizji Polsat. W lutym 2025 premierę miał utwór Sanah „Był bal”, w którym gościnnie zaśpiewała Szroeder.

## Inspiracje muzyczne
Pośród muzycznych inspiracji wymienia Michaela Jacksona, Justina Timberlake’a, Rihannę.

## Dyskografia
- Natinterpretacje (2016)
- Pogłos (2021)
- REM (2024)

## Filmografia
- 2020: Jak zostałem gangsterem. Historia prawdziwa – Magda

## Nagrody i nominacje
| Plebiscyt                                  | Rok  | Kategoria                | Nominowana twórczość / osoby                          | Rezultat  | Źr.    |
| ------------------------------------------ | ---- | ------------------------ | ----------------------------------------------------- | --------- | ------ |
| Eska Music Awards                          | 2013 | Najlepszy debiut         | Natalia Szroeder                                      | Nominacja | [ 47 ] |
| Fryderyki                                  | 2023 | Artysta roku             | Natalia Szroeder                                      | Nominacja | [ 48 ] |
| Fryderyki                                  | 2023 | Album roku pop           | Pogłos Suplement                                      | Nominacja | [ 48 ] |
| Fryderyki                                  | 2023 | Najlepsze nowe wykonanie | „Bo jesteś ty” (z Urbański Orkiestrą i Błażej Królem) | Nominacja | [ 48 ] |
| Fryderyki                                  | 2025 | Album roku pop           | REM                                                   | Nominacja | [ 49 ] |
| Fryderyki                                  | 2025 | Singiel roku pop         | „Sama na planecie”                                    | Nominacja | [ 49 ] |
| Krajowy Festiwal Piosenki Polskiej w Opolu | 2016 | Grand Prix Publiczności  | „Lustra”                                              | Nominacja | [ 50 ] |
| Nickelodeon Kids’ Choice Awards            | 2018 | Ulubiona polska gwiazda  | Natalia Szroeder                                      | Nominacja | [ 51 ] |
| TOPtrendy                                  | 2013 | Największy przebój roku  | „Wszystkiego na raz” (z Liberem)                      | Nominacja | [ 52 ] |